# Hylaeamys perenensis
Hylaeamys perenensis е вид бозайник от семейство Хомякови (Cricetidae).

## Разпространение
Видът е разпространен в Боливия, Бразилия, Еквадор, Колумбия и Перу.